# 73. pehotni polk (Italija)
73. pehotni polk Lombardia (izvirno italijansko 73º Reggimento fanteria) je bil pehotni polk (Kraljeve) Italijanske kopenske vojske.

## Zgodovina
Med prvo svetovno vojno je bil polk aktiven na soški fronti in med drugo svetovno vojno je bil nastanjen v Jugoslaviji.